# کاواکامی، نارا
کاواکامی، نارا (به لاتین: Kawakami, Nara) یک منطقهٔ مسکونی در ژاپن است که در یوشینو واقع شده‌است. کاواکامی  ۲٬۲۸۶ نفر جمعیت دارد.